# Esqui cross-country nos Jogos Olímpicos de Inverno de 2010 - 30 km clássico feminino
A largada coletiva 30 km estilo clássico feminino do esqui cross-country nos Jogos Olímpicos de Inverno de 2010 ocorreu no dia 27 de fevereiro no Parque Olímpico de Whistler.

## Medalhistas
| Ouro   | POL Justyna Kowalczyk   |
| Prata  | NOR Marit Bjørgen       |
| Bronze | FIN Aino-Kaisa Saarinen |

## Resultados
| Pos.              | Nº | Atleta                          | Tempo     | Diferença |
| ----------------- | -- | ------------------------------- | --------- | --------- |
| Medalha de ouro   | 1  | POL Justyna Kowalczyk           | 1:30:33.7 | 0.0       |
| Medalha de prata  | 5  | NOR Marit Bjørgen               | 1:30:34.0 | +0.3      |
| Medalha de bronze | 2  | FIN Aino-Kaisa Saarinen         | 1:31:38.7 | +1:05.0   |
| 4                 | 10 | GER Evi Sachenbacher-Stehle     | 1:31:52.9 | +1:19.2   |
| 5                 | 24 | JPN Masako Ishida               | 1:31:56.5 | +1:22.8   |
| 6                 | 3  | SWE Charlotte Kalla             | 1:31:57.6 | +1:23.9   |
| 7                 | 20 | NOR Therese Johaug              | 1:32:01.3 | +1:27.6   |
| 8                 | 4  | NOR Kristin Størmer Steira      | 1:32:04.4 | +1:30.7   |
| 9                 | 23 | SWE Anna Olsson                 | 1:33:00.3 | +2:26.6   |
| 10                | 22 | FRA Karine Laurent Philippot    | 1:33:11.4 | +2:37.7   |
| 11                | 6  | ITA Marianna Longa              | 1:33:19.9 | +2:46.2   |
| 12                | 17 | FIN Riikka Sarasoja             | 1:33:33.2 | +2:59.5   |
| 13                | 8  | FIN Virpi Kuitunen              | 1:33:36.7 | +3:03.0   |
| 14                | 35 | FRA Aurore Cuinet               | 1:33:58.3 | +3:24.6   |
| 15                | 25 | CAN Sara Renner                 | 1:34:04.2 | +3:30.5   |
| 16                | 27 | ITA Antonella Confortola        | 1:34:07.7 | +3:34.0   |
| 17                | 26 | GER Stefanie Böhler             | 1:34:08.7 | +3:35.0   |
| 18                | 36 | KAZ Oxana Jatskaja              | 1:34:11.0 | +3:37.3   |
| 19                | 16 | GER Katrin Zeller               | 1:34:18.1 | +3:44.4   |
| 20                | 15 | NOR Marthe Kristoffersen        | 1:34:31.1 | +3:57.8   |
| 21                | 38 | UKR Tatjana Zavalij             | 1:34:32.3 | +3:58.6   |
| 22                | 9  | RUS Olga Zavyalova              | 1:34:46.3 | +4:12.6   |
| 23                | 33 | USA Kikkan Randall              | 1:34:59.0 | +4:25.3   |
| 24                | 41 | POL Sylwia Jaśkowiec            | 1:34:59.1 | +4:25.4   |
| 25                | 30 | FIN Krista Lähteenmäki          | 1:35:08.4 | +4:34.7   |
| 26                | 42 | UKR Kateryna Grygorenko         | 1:35:11.4 | +4:37.7   |
| 27                | 11 | EST Kristina Šmigun-Vähi        | 1:35:27.2 | +4:53.5   |
| 28                | 54 | POL Paulina Maciuszek           | 1:36:31.7 | +5:58.0   |
| 29                | 12 | RUS Olga Rocheva                | 1:37:15.5 | +6:41.8   |
| 30                | 55 | JPN Madoka Natsumi              | 1:37:35.4 | +7:01.7   |
| 31                | 32 | CHN Li Hongxue                  | 1:37:50.4 | +7:16.7   |
| 32                | 28 | AUT Katerina Smutna             | 1:37:51.3 | +7:17.6   |
| 33                | 19 | KAZ Elena Kolomina              | 1:37:53.0 | +7:19.3   |
| 34                | 48 | KAZ Marina Matrossova           | 1:38:00.6 | +7:26.9   |
| 35                | 46 | USA Holly Brooks                | 1:38:14.5 | +7:40.8   |
| 36                | 34 | ESP Laura Orgue                 | 1:38:18.3 | +7:44.6   |
| 37                | 14 | RUS Olga Schuchkina             | 1:38:30.3 | +7:56.6   |
| 38                | 29 | BLR Alena Sannikova             | 1:38:31.3 | +7:57.6   |
| 39                | 37 | CZE Eva Nývltová                | 1:38:40.1 | +8:06.4   |
| 40                | 31 | CZE Ivana Janečková             | 1:40:13.6 | +9:39.9   |
| 41                | 43 | EST Tatjana Mannima             | 1:40:51.3 | +10:17.6  |
| 42                | 13 | KAZ Svetlana Malahova-Shishkina | 1:41:01.6 | +10:27.9  |
| 43                | 51 | UKR Lada Nesterenko             | 1:41:40.1 | +11:06.4  |
| 44                | 45 | BLR Nastassia Dubarezava        | 1:42:28.1 | +11:54.4  |
| 45                | 49 | CAN Madeleine Williams          | 1:42:33.7 | +12:00.0  |
| 46                | 50 | ROU Monika Gyorgy               | 1:44:03.5 | +13:29.8  |
| 47                | 53 | CZE Eva Skalníková              | 1:44:47.8 | +14:04.1  |
| -                 | 7  | UKR Valentina Shevchenko        | DNF       | -         |
| -                 | 44 | SWE Ida Ingemarsdotter          | DNF       | -         |
| -                 | 39 | FRA Cecile Storti               | DNF       | -         |
| -                 | 40 | USA Morgan Arritola             | DNF       | -         |
| -                 | 52 | SUI Laurence Rochat             | DNF       | -         |
| -                 | 18 | ITA Sabina Valbusa              | DNS       | -         |
| -                 | 21 | CZE Kamila Rajdlová             | DNS       | -         |
| -                 | 47 | POL Kornelia Marek              | DSQ       |           |

Legenda
| Recorde mundial      | Recorde mundial (World record)               |                       | Recorde africano                      | Recorde africano (African) |                                           | Q | Classificado por posição (Qualified) |
| Recorde olímpico     | Recorde olímpico (Olympic record)            | Recorde da América    | Recorde da América (Americas)         | q                          | Classificado por melhor tempo (Qualified) |   |                                      |
| Melhor marca do ano  | Melhor marca do ano (World leading)          | Recorde asiático      | Recorde asiático (Asian)              | DNS                        | Não largou (Did not start)                |   |                                      |
| Recorde nacional     | Recorde nacional (National record)           | Recorde europeu       | Recorde europeu (European)            | DNF                        | Não terminou (Did not finish)             |   |                                      |
| Recorde pessoal      | Recorde pessoal do atleta (Personal best)    | Recorde da Oceania    | Recorde da Oceania (Oceania)          | DSQ / DQ                   | Desclassificado (Disqualified)            |   |                                      |
| Recorde da temporada | Recorde da temporada do atleta (Season best) | Recorde sul-americano | Recorde sul-americano (South America) | NM                         | Sem marca (No mark)                       |   |                                      |